# Matanza de Tóxcatl

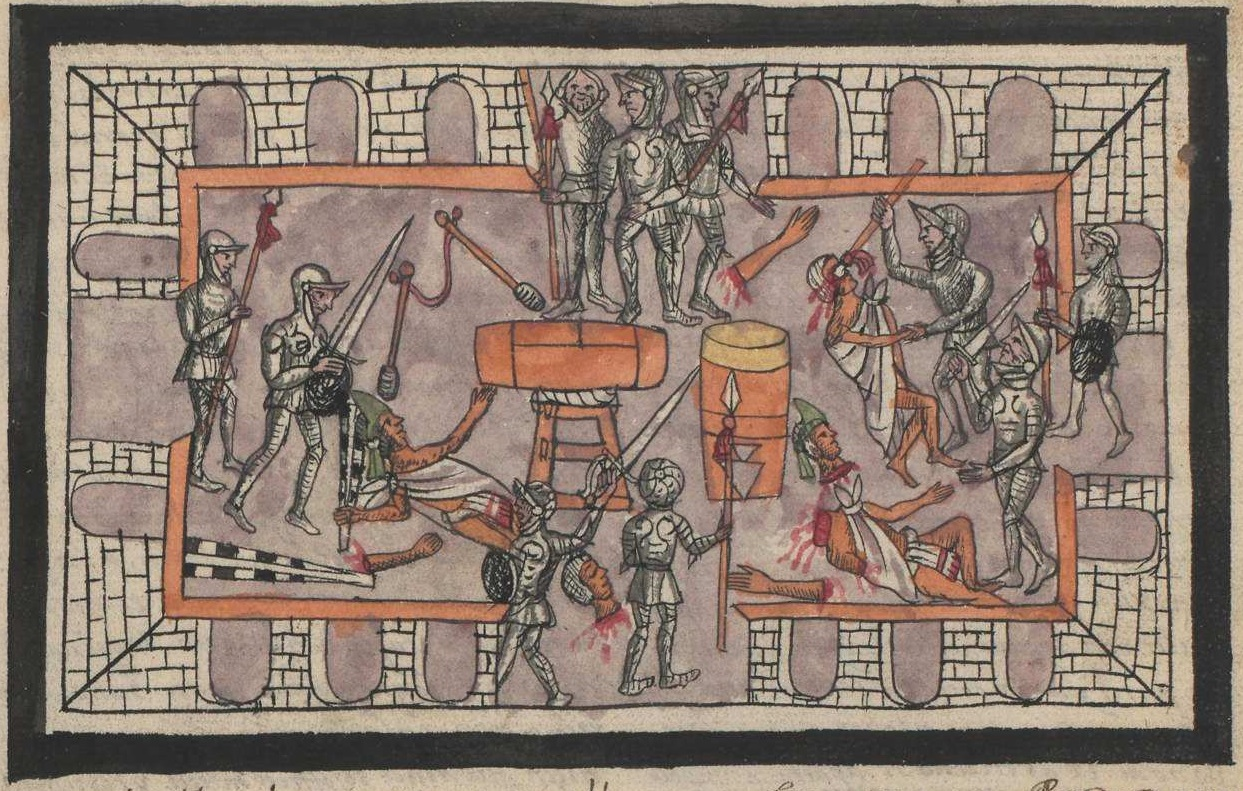
Matanza del Templo Mayor. Pintura contenida en el Códice Durán.

La Matanza de Tóxcatl, también llamada la Matanza del Templo Mayor, fue un episodio de la Conquista de México en que los españoles dieron muerte a cuatrocientos nobles mexicas en el momento en que estos se encontraban haciendo una ceremonia religiosa. El responsable de la masacre fue Pedro de Alvarado —apodado Tonatiuh, El Sol por los mexicas—, ya que había pensado que se trataba de una trampa de parte de los mexicas. Estaba a cargo de las tropas españolas ya que Hernán Cortés se encontraba en las costas del Golfo de México combatiendo a Pánfilo Narváez que zarpó desde Cuba con la misión de capturarlo.

## Antecedentes

### Yucatán

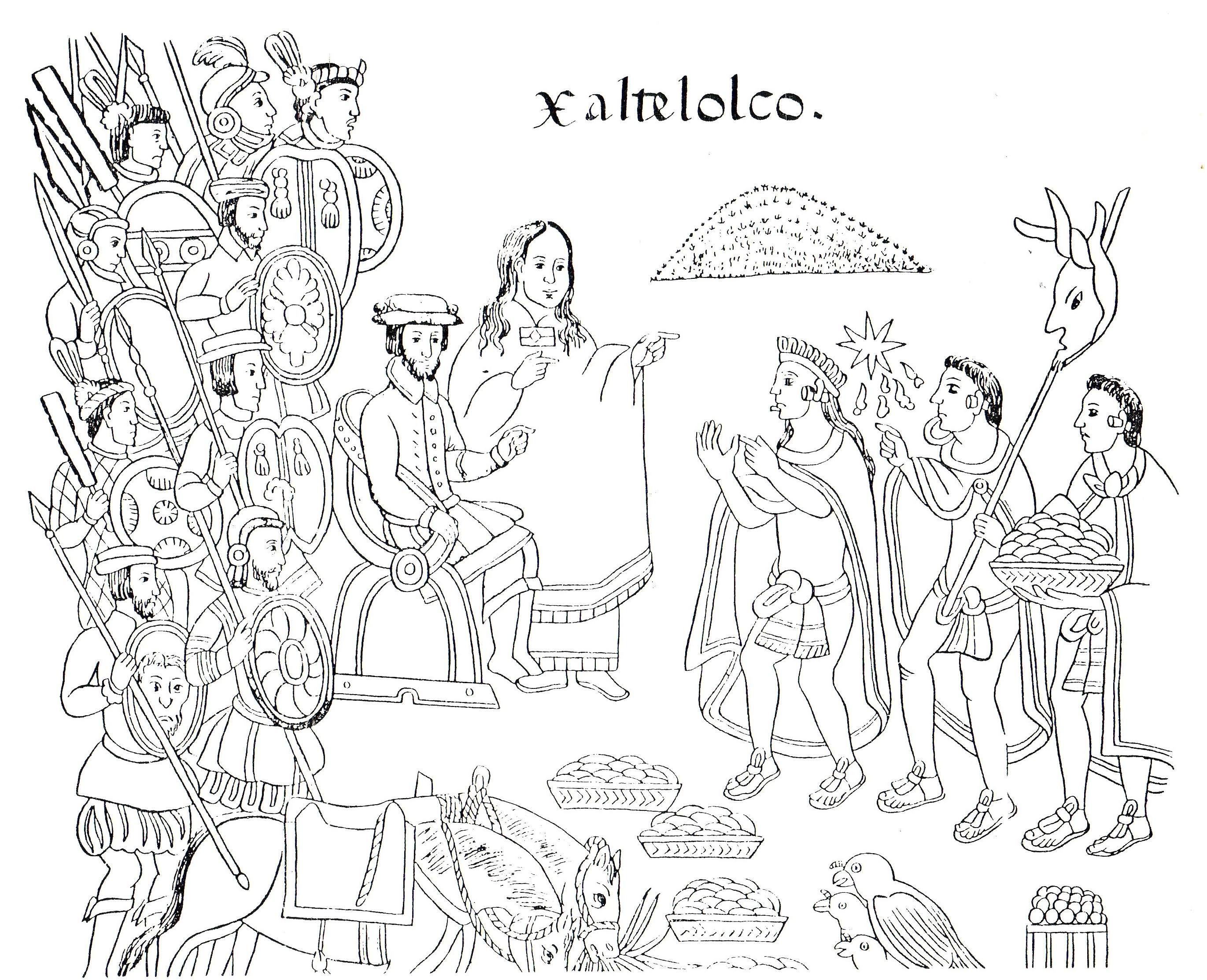
Lámina del Lienzo de Tlaxcala. Malintzin sirvió de intérprete a Hernán Cortés frente a los indígenas, ya que hablaba maya y náhuatl.

Hernán Cortés salió en febrero de 1519 de Cuba a Yucatán al mando de una expedición de once navíos y poco menos de seiscientos hombres.
Al llegar Hernán Cortés a la isla Santa Cruz de la Puerta Latina que hoy llamamos Cozumel, Cortés se enteró de la existencia de dos españoles que habían naufragado tiempo atrás y habían vivido varios años entre los mayas: Jerónimo de Aguilar y Gonzalo Guerrero. Sin embargo, solamente el primero quiso unirse a la empresa española, ya que Gonzalo Guerrero era por entonces cacique de un poblado maya y tenía esposas e hijos, y le dijo lo siguiente:

Hermano Aguilar, yo soy casado y tengo tres hijos. Tienenme por cacique y capitán, cuando hay guerras, la cara tengo labrada, y horadadas las orejas ¿que dirán de mi esos españoles, si me ven ir de este modo? Idos vos con Dios, que ya véis que estos mis hijitos son bonitos, y dadme por vida vuestra de esas cuentas verdes que traéis, para darles, y diré, que mis hermanos me las envían de mi tierra.
Gonzalo Guerrero

Jerónimo de Aguilar hablaba maya y sirvió de intérprete a los recién llegados. La expedición de Cortés se dirigió al golfo de México y en la desembocadura del río Grijalva los españoles libraron una batalla con los nativos del lugar que ganaron gracias a la superioridad que les daban su armamentos y los caballos, animales desconocidos en América. Entre los regalos que los indígenas dieron a los vencedores, se contaban veinte mujeres. Una de ellas, Malintzin (llamada Malinche por los españoles), hablaba dos lenguas indígenas: el maya y el náhuatl, por lo que sirvió de intérprete a Cortés junto con Jerónimo de Aguilar.
La expedición continuó su camino hacia un sito que Juan de Grijalva había nombrado un año antes San Juan de Ulúa. Allí llegaron mensajeros de Moctezuma Xocoyotzin, el emperador más poderoso de Mesoamérica, con ricos regalos para Cortés y sus hombres. Moctezuma había sido informado de la llegada de seres extraordinarios que venían del otro lado del mar acompañando al dios Quetzalcóatl quien, según la leyenda, regresaría un día por el oriente. Sin embargo, Moctezuma supo después que los españoles no eran deidades y les pidió que regresaran por donde habían venido.
Por su parte, los conquistadores se dieron cuenta de que Moctezuma dirigía un rico y poderoso imperio, lo cual despertó en ellos un enorme deseo de llegar hasta su ciudad capital: México-Tenochtitlan. Cortés no hizo caso a la solicitud de Moctezuma de abandonar tierras mexicas y además desconoció las órdenes expresas de Diego Velázquez de Cuéllar de regresar a Cuba. Por el contrario, decidió marchar hacia el interior del territorio.

### Sometimiento y fundación de territorios
Para dar legalidad a su empresa, Cortés fundó a un lado de San Juan de Ulúa el primer ayuntamiento de tierra firme, al que llamó Villa Rica de la Veracruz; sus hombres eligieron un cabildo, que era una institución de gobierno de las ciudades españolas formado por alcaldes y regidores, y lo nombraron capitán general. Con esta acción, Cortés quedaba sujeto jurídicamente a la autoridad del rey de España, que en ese momento era Carlos I, y dejaba la del gobernador de Cuba.
Cortés era un gran estratega militar y no tardó en saber que había pueblos mesoamericanos que luchaban por mantenerse independientes del dominio mexica y que podrían darle su apoyo; por esa razón decidió desmantelar sus naves frente a las costas de Veracruz. Cerca de allí, el cacique totonaca de Zempoala informó a los españoles que en su marcha hacia Tenochtitlan era conveniente que pasaran por el señorío de Tlaxcala, el cual se mantenía independiente.

## Relación de los hechos
La fecha varía entre el 20 de mayo y el 22 de mayo de 1520, último día del mes Toxcatl, además de existir dos versiones de los hechos ocurridos. La una es proporcionada por los cronistas de Indias, escritores de formaciones diversas que participaron de una u otra forma en la conquista de las que serían durante tres siglos posesiones españolas. La otra quedó olvidada por mucho tiempo en textos indígenas como el Códice Ramírez, el Códice Aubin y la XIII Relación de Fernando de Alva Ixtlilxóchitl. Estos textos indígenas han sido compilados por Miguel León-Portilla en su obra Visión de los vencidos.
Desde la perspectiva de los españoles, Bernal Díaz del Castillo justifica la agresión contra la nobleza mexica en el Templo Mayor, puesto que según se había él enterado, los mexicas se habían propuesto asesinar a Pedro de Alvarado, que como se ha dicho, había quedado a cargo de las tropas españolas en México-Tenochtitlan. El asesinato sería efectuado en el contexto de la celebración de Tóxcatl. A ello habría que añadir el disgusto de los españoles por la celebración de un rito considerado pagano por ellos, que implicaba la remoción de la efigie de la Virgen María y la Cruz que los españoles habían colocado en el Templo de Huitzilopochtli, con el propósito de la celebración indígena. 
Sin embargo, las fuentes indígenas señalan que los mexicas habían solicitado permiso a Alvarado —que, a propósito, había participado en la Matanza de Cholula, y luego en los procesos pacificadores de la Mixteca y Tehuantepec, para finalmente morir en la Guerra del Mixtón— para la realización de una de sus ceremonias religiosas más importantes, en la que se efectuaba un rito parecido a la comunión católica. Pedro de Alvarado autorizó la celebración del dicho acto religioso, pero cuando los señores mexicas se encontraban bailando y desarmados, los españoles cerraron las salidas del Templo Mayor y abrieron fuego contra los pipiltin tenochcas. Los informantes indígenas de Bernardino de Sahagún describíeron así el episodio:

Al momento todos [los españoles] acuchillan, alancean a la gente y les dan tajos, con las espadas los hieren. A algunos les acometieron por detrás; inmediatamente cayeron por tierra dispersas sus entrañas. A otros les desgarraron la cabeza: les rebanaron la cabeza, enteramente hecha trizas quedó su cabeza.

Pero a otros les dieron tajos en los hombros: hechos grietas, desgarrados quedaron sus cuerpos. A aquéllos hieren en los muslos, a éstos en las pantorrillas, a los de más allá en pleno abdomen. Todas las entrañas cayeron por tierra Y había algunos que aún en vano corrían: iban arrastrando los intestinos y parecían enredarse los pies en ellos. Anhelosos de ponerse en salvo, no hallaban a donde dirigirse

Los mexicas intentaron defenderse del inesperado ataque de los españoles, pero como estaban desarmados no pudieron hacerlo. El resultado del enfrentamiento fue un número desconocido de muertos. Una vez perpetrada la masacre, los españoles se refugiaron en las casas donde habían sido hospedados por los mexicas, y pusieron preso a Moctezuma Xocoyotzin. Más tarde, los mexicas sitiaron a los conquistadores. Cuando Cortés volvió del Golfo de México, encontró los ánimos caldeados en Tenochtitlan a causa de los sucesos ocurridos, y preparó la evacuación de Tenochtitlan, que se efectuó el 1 de julio de 1520.
Veintidós años después, el dominico Fray Bartolomé de las Casas, en la relación que hizo al emperador Carlos —y que luego se divulgó por toda Europa— de las atrocidades cometidas por los conquistadores, reflejó lo que conocía del suceso por testimonios ajenos. Aunque con alguna imprecisión (Las Casas supone que hubo muchas fiestas en sitios distintos, y que en muchas de ellas se organizaron matanzas), la descripción no difiere en lo esencial de la indígena, y su predicción del recuerdo perpetuo fue acertada:

[...] e comienzan con las espadas desnudas a abrir aquellos cuerpos desnudos y delicados, e a derramar aquella generosa sangre, que uno no dejaron a vida [...] Fue una cosa ésta que a todos aquellos reinos y gentes puso en pasmo y angustia y luto e hinchó de amargura y dolor; y de aquí a que se acabe el mundo o ellos del todo se acaben, no dexarán de lamentar y cantar [...] aquella calamidad e pérdida de la sucesión de toda su nobleza [...]